# Kristian Bjørnsen
Kristian Bjørnsen (ur. 10 stycznia 1989 w Stavanger) – norweski piłkarz ręczny, prawoskrzydłowy, od 2016 zawodnik HSG Wetzlar.
Reprezentant Norwegii, srebrny medalista mistrzostw świata we Francji (2017) i najlepszy prawoskrzydłowy tego turnieju.

## Kariera sportowa
Początkowo występował w Stavanger Håndball. W latach 2009–2014 był graczem Fyllingen Håndball, z którym zdobył dwa Puchary Norwegii. W barwach Fyllingen grał również w europejskich pucharach, w tym w Lidze Mistrzów, w której w sezonie 2009/2010 rzucił 14 bramek w dziesięciu meczach.
W latach 2014–2016 był zawodnikiem IFK Kristianstad, z którym zdobył dwa mistrzostwa Szwecji. W sezonie 2014/2015, w którym rozegrał 27 meczów i rzucił 149 goli, zajął 7. miejsce w klasyfikacji najlepszych strzelców szwedzkiej ekstraklasy. W sezonie 2015/2016 wystąpił w 32 spotkaniach, w których zdobył 120 bramek. W sezonie 2015/2016 rozegrał ponadto w Lidze Mistrzów 14 meczów i rzucił 68 goli.
W 2016 został zawodnikiem niemieckiego HSG Wetzlar. W sezonie 2016/2017 rozegrał w Bundeslidze 31 meczów i zdobył 123 gole. W sezonie 2017/2018 wystąpił w 33 spotkaniach niemieckiej ekstraklasy, w których rzucił 156 bramek.
W reprezentacji Norwegii zadebiutował 19 lipca 2012 w meczu z Danią (23:35), w którym zdobył trzy gole. W 2014 uczestniczył w mistrzostwach Europy w Danii. W 2016 wziął udział w mistrzostwach Europy w Polsce, w których w ośmiu spotkaniach rzucił 45 bramek i zajął 3. miejsce w klasyfikacji najlepszych strzelców turnieju. W 2017 zdobył srebrny medal mistrzostw świata we Francji, w których rozegrał dziewięć meczów i rzucił 45 bramek, zajmując 3. miejsce w klasyfikacji najlepszych strzelców i otrzymując tytuł najlepszego prawoskrzydłowego turnieju. W 2018 uczestniczył w mistrzostwach Europy w Chorwacji, podczas których zdobył 37 goli i zajął. 4. miejsce w klasyfikacji najlepszych strzelców turnieju.

## Sukcesy
Fyllingen Håndball
- Puchar Norwegii: 2012/2013, 2013/2014[1]

IFK Kristianstad
- Mistrzostwo Szwecji: 2014/2015, 2015/2016[1]

Reprezentacja Norwegii
- 2. miejsce w mistrzostwach świata: 2017

Indywidualne
- Najlepszy prawoskrzydłowy mistrzostw świata we Francji w 2017[8]
- 3. miejsce w klasyfikacji najlepszych strzelców mistrzostw Europy w Polsce w 2016 (45 bramek)[6]
- 3. miejsce w klasyfikacji najlepszych strzelców mistrzostw świata we Francji w 2017 (45 bramek)[7]
- 4. miejsce w klasyfikacji najlepszych strzelców mistrzostw Europy w Chorwacji w 2018 (37 bramek)[9]